# 에이지 오브 엠파이어 2: 잊혀진 제국
《에이지 오브 엠파이어 2: 잊혀진 제국》(Age of Empires II: The Forgotten)은 2013년 11월에 발매된 에이지 오브 엠파이어 2의 두 번째 공식 확장팩으로 인도, 마자르, 슬라브, 잉카, 이탈리아의 5개 문명이 추가 되었으며, 모든 문명이 고유 기술을 2개씩 가지게 되었고, 몇 가지 밸런스가 조정되었다. 스팀에서 HD 에디션의 DLC로 구입 가능하며 스팀을 통해 멀티플레이도 지원된다.
포가튼에서도 한글을 지원한다.
현재 대한민국에서는 스팀을 통해서 단독으로 구매할 수 없으며, 에이지 오브 엠파이어 레거시 번들(에이지 오브 엠파이어 2 + 3 합본)을 통해서만 구매가 가능한 상태이다.

## 게임 플레이

### 문명들

#### 추가된 문명들
| Group  | 지중해     | 동유럽            | 남아시아 | 아메리카 |
| ------ | ---------- | ----------------- | -------- | -------- |
| 문명들 | - 이탈리아 | - 마자르 - 슬라브 | - 인도   | - 잉카   |

### 고유 유닛
새로운 문명 역시 게임의 제3 단계에 해당되는 '성주 시대'부터는 '성(城)' 건물에서 고유 유닛을 생산 할 수 있다. 그 목록은 다음과 같다.
| 기병 | 보병                                      | 발사형 무기 |
| --- | ----------------------------------------- | --- |
| - 마자르: 마자르 경기병(공성 무기에 추가 데미지를 주는 경기병.) - 슬라브: 귀족 기사(근접전에 강한 중무장 기병. 근거리 방어력이 매우 높다.) | - 잉카: 카마유크(장창을 들고다니는 보병.) | - 이탈리아: 제노바 석궁병(보병 궁사.) - 인도: 코끼리 궁수(전투 코끼리와 기마 궁사를 합친 것. 높은 내구력과 원거리 방어력을 가진다.) |

- 그 외에도 특수유닛으로, 잉카 문명은 '궁사 양성소'에서 '투석병'을 생산할 수 있으며 인도 문명은 '기병 양성소'에서 대체 유닛인 '제국낙타'를 생산할 수 있다. 또한 이탈리아 문명은 '보병 양성소'에서 '용병 대장'을 생산할 수 있으며, 팀보너스를 통해 이탈리아 문명과 동맹을 맺은 팀도 사용이 가능하다.

## 캠페인
에이지 오브 엠파이어 2: 잊혀진 제국에서는 현재 7개의 캠페인을 즐길 수 있다.
- 알라릭
- 드라큘라
- 바리
- 스포르차
- 엘도라도
- 프리트비라
- 잊혀진 전투

### 캠페인 주요 목록
| 번호  | 캠페인      | 제목                      |
| ----- | ----------- | ------------------------- |
| 1 - 1 | 알라릭      | 공성 도시로 향하는 영주들 |
| 1 - 2 | 알라릭      | 지평선 위의 로마부대!     |
| 1 - 3 | 알라릭      | 서쪽의 황제               |
| 1 - 4 | 알라릭      | 로마의 약탈               |
| 2 - 1 | 드라큘라    | 날개를 펼친 용            |
| 2 - 2 | 드라큘라    | 용의 귀환                 |
| 2 - 3 | 드라큘라    | 용의 숨결                 |
| 2 - 4 | 드라큘라    | 달은 떠오르고             |
| 2 - 5 | 드라큘라    | 밤이 오면                 |
| 3 - 1 | 바리        | 바리에의 도착             |
| 3 - 2 | 바리        | 멜루스의 반란             |
| 3 - 3 | 바리        | 대규모 공성               |
| 4 - 1 | 스포르차    | 끝과 시작                 |
| 4 - 2 | 스포르차    | 운명의 여신               |
| 4 - 3 | 스포르차    | 딸의 손                   |
| 4 - 4 | 스포르차    | 암브로시안 공화국         |
| 4 - 5 | 스포르차    | 밀라노의 새로운 공작      |
| 5 - 1 | 엘도라도    | 라 카넬라 이야기          |
| 5 - 2 | 엘도라도    | 분열                      |
| 5 - 3 | 엘도라도    | 아마존전사                |
| 5 - 4 | 엘도라도    | 식인종                    |
| 6 - 1 | 프리트비라  | 유망한 전사               |
| 6 - 2 | 프리트비라  | 디그비야야                |
| 6 - 3 | 프리트비라  | 사랑의 도피               |
| 6 - 4 | 프리트비라  | 타라인의 전투             |
| 7 - 1 | 잊혀진 전투 | 부하라 (557년)            |
| 7 - 2 | 잊혀진 전투 | 도스 필라스 (648년)       |
| 7 - 3 | 잊혀진 전투 | 요크 (865년)              |
| 7 - 4 | 잊혀진 전투 | 혼포글라라스 (895년)      |
| 7 - 5 | 잊혀진 전투 | 낭산강지전 (919년)        |
| 7 - 6 | 잊혀진 전투 | 쿠리카라 (1183년)         |
| 7 - 7 | 잊혀진 전투 | 키프로스 (1191년)         |
| 7 - 8 | 잊혀진 전투 | 베피어스 (1302년)         |